# Jirō Osaragi
Jirō Osaragi (jap. 大佛 次郎, おさらぎ じろう, Osaragi Jirō) (Yokohama, prefektura Kanagawa, 4. listopada 1897./9. dan 10. mjeseca 30. godine razdoblja Meijija – Kamakura (Kanagawa), 30. travnja 1973./30. dan 4. mjeseca 48. godine razdoblja Shōwe) je bio književni pseudonim omiljenog japanskog pisca i filmskog scenarista iz razdoblja Shōwe u Japanu. Poznat je po svojim povijesnim fikcijskim novelama i romanima, koje su izlazile u nastavcima u novinama i časopisima. Pravog je imena Haruhiko Nojiri (jap. 野尻 清彦, のじり きよひこ, Nojiri Haruhiko).
Rođen je u Yokohami. Haruhikov otac je bio hramski drvodjelac podrijetlom iz kunija Kii, obnovitelj brojnih glavnih hodnika i dveri brojnih poznatih budističkih hramova. Haruhikov stariji brat Hōei Nojiri, bio je poznati učeni čovjek (engleska književnost) i astronom.
Haruhiko je završio osnovnu školu Shirogane Jinjo. U memoarima je poslije zapisao da se prvo zanimanje za pisanje javilo u šestom razredu, gdje mu je razredna kolegica bila kći Kosugija Tengaija. Školovanje je nastavio u nižoj srednjoj školi Furitsu Daiichi. Dok je još bio srednjoškolac, objavio je svoj prvi rad Ichiko Romance, u kojem je opisao život u školskoj spavaonici. Vremenom se počeo zanimati za kazalište.
Poznato mu je djelo Kurama Tengu. Japanska akademija umjetnosti nagradila ga je 1950., 1952. dobio je Nagradu Asahi Shimbuna te Red kulture (Bunka-kunshō) 1964. godine.
Umro je u Kamakuri, a tijelo mu počiva u hramu u Jufuku-jiju u Kamakuri.
Prema Osaragijevim djelima snimljeno je nekoliko filmova od kojih se ističu:
- Kurama Tengu (鞍馬天狗) (1928.) - novela za film
- Akō Rōshi (赤穂浪士 Akō Rōshi) (1961.) - novela za film
- Hangyakuji (反逆児) (1961.) - novela za film

## Vanjske poveznice
- Spomen muzej Osaragia Jirōa
- Bivša kuća Osaragija Jirōa u Kamakuri
- Poznati ljudi iz Minata  Arhivirana inačica izvorne stranice od 20. veljače 2021. (Wayback Machine)
- Jirō Osaragi u internetskoj bazi filmova IMDb-u (engl.)
- J'Lit | Autori: Jiro Osaragi | Knjige iz Japana  Arhivirana inačica izvorne stranice od 15. lipnja 2015. (Wayback Machine) (eng.)